# Higashiura (Aichi)
Higashiura (japanisch 東浦町 Higashiura-chō) ist eine Stadt (-chō) im Kreis (-gun) Chita der japanischen Präfektur (-ken) Aichi. Mit knapp 50.000 Einwohnern gehört der südliche Vorort von Aichis Hauptstadt Nagoya heute zu den größten kreisangehörigen Städten des Landes. 

## Geographie

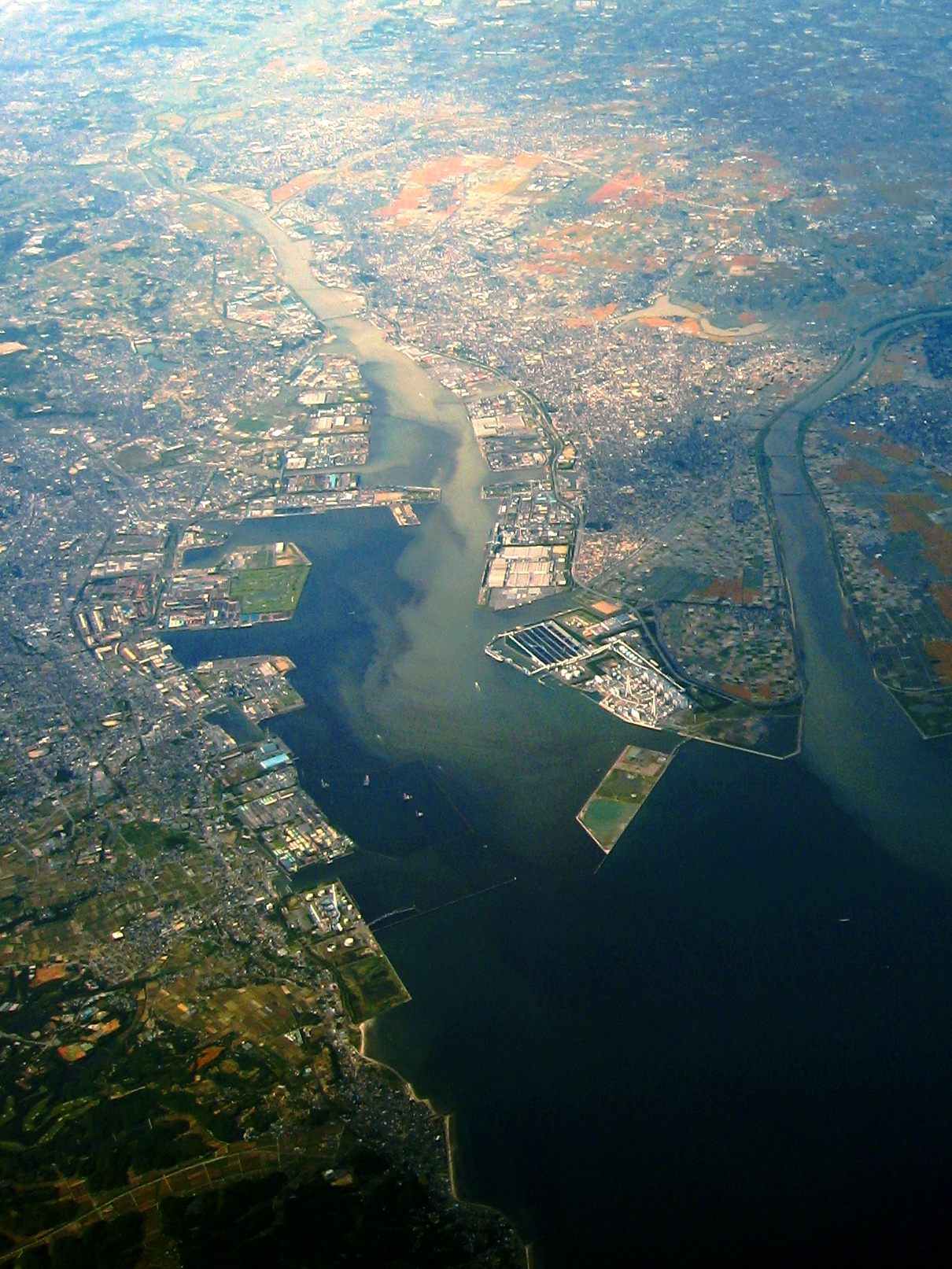
Luftbild der Kinuura-/Chita-Bucht

Die Stadt Higashiura liegt im Nordosten der Chita-Halbinsel. Die Mündung des Sakai-gawa und die sich nach Süden öffnende Kinuura-Bucht (衣浦湾 Kinuura-wan) bzw. Chita-Bucht bilden die östliche Stadtgrenze.
Angrenzende Gemeinden sind die kreisfreien Städte (-shi) Kariya, Takahama, Ōbu, Tōkai, Chita, Handa und ebenfalls aus dem Chita-gun Agui-chō.

## Geschichte
1906 entstand durch die Fusion der fünf Dörfer Ogawa, Ishihama, Ikuji, Fujie und teilweise Morioka im Landkreis Chita das Dorf Higashiura (東浦村 Higashiura-mura). 1948 wurde es zur Stadt. In den 1990er Jahren überschritt die Einwohnerzahl die Marke von 40.000 und erreichte nach vorläufig veröffentlichen Zahlen 50.000 Einwohner, verpasste die Marke in der endgültigen Statistik der Volkszählung 2010 aber um 200. Eine geplante Umwandlung in eine shi wurde aufgegeben. Zwischen den Volkszählungen 2010 und 2015 war die Bevölkerungszahl erstmals rückläufig, stieg aber bei der Volkszählung 2020 wieder an.

## Verkehr
In Nord-Süd-Richtung führt die Taketoyo-Linie der JR Tōkai, die in Ōbu an die Tōkaidō-Hauptlinie anschließt, durch den Osten von Higashiura. Vier Bahnhöfe liegen auf dem Stadtgebiet. Parallel verläuft die Nationalstraße 366 mit dem 2011 eröffneten Handa-Ōbu-Bypass (半田大府バイパス). Im Westen führt die Chita-hantō-dōro („Chita-Halbinsel-Straße“), eine ausgebaute Schnellstraße zwischen Nagoya und Handa, mit der Anschlussstelle Higashiura-Chita durch das Stadtgebiet.

## Kulturgüter

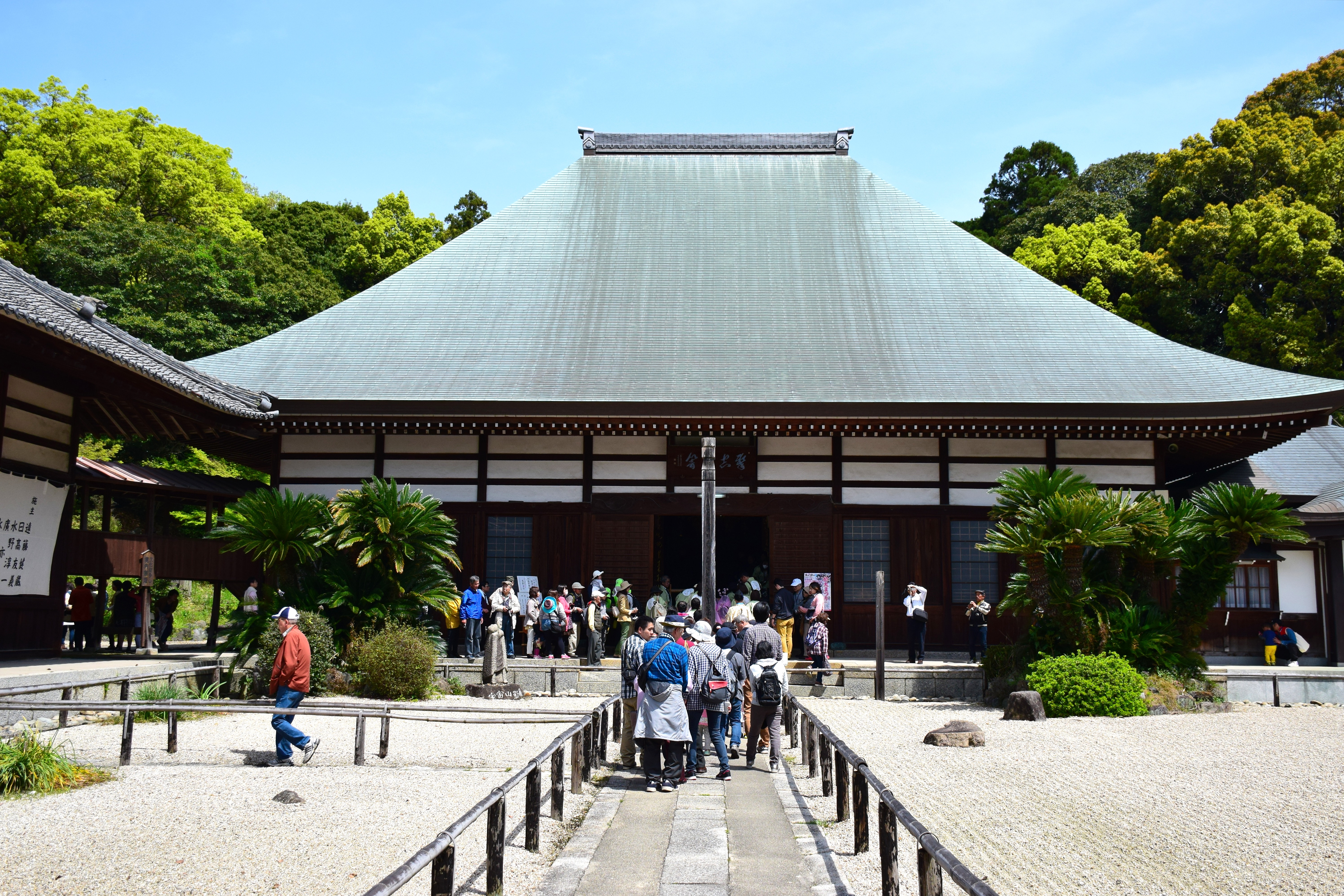
Haupthalle des Kenkon-in

Der auf die Jōmon-Zeit datierte Irimi-Kaizuka im Nordosten von Higashiura wurde von der Nationalregierung als historische Stätte ausgewiesen. Daneben gibt es eine Reihe von der Präfektur Aichi ausgewiesene Kulturgüter, davon mehrere im Kenkon-in (乾坤院), einem auf das 15. Jahrhundert zurückgehenden Tempel. In Ogawa befand sich mit der Burg Ogawa, von der nur Spuren erhalten sind, zu Beginn des 17. Jahrhunderts der Fürstensitz des kurzlebigen Ogawa-han. Die Ruine ist von der Stadt als historische Stätte ausgewiesen.